# Polisportiva Brindisi Sport 1968-1969
Questa voce raccoglie le informazioni riguardanti  la Polisportiva Brindisi Sport nelle competizioni ufficiali della stagione 1968-1969.

## Rosa
| N. |                   | Ruolo | Calciatore         |
| -- | ----------------- | ----- | ------------------ |
|    | Italia (bandiera) | C     | Luciano Antonini   |
|    | Italia (bandiera) | P     | Giorgio Bandini    |
|    | Italia (bandiera) | D     | Aldo Bellan        |
|    | Italia (bandiera) | C     | Fernando Calzolari |
|    | Italia (bandiera) | A     | Renato Campanini   |
|    | Italia (bandiera) | A     | Alfredo Ciannameo  |
|    | Italia (bandiera) | C     | Sante Colantuono   |
|    | Italia (bandiera) | C     | Giuseppe Di Serio  |
|    | Italia (bandiera) | P     | Luigi Ferrero      |
|    | Italia (bandiera) | D     | Flavio Fiorini     |

| N. |                   | Ruolo | Calciatore          |
| -- | ----------------- | ----- | ------------------- |
|    | Italia (bandiera) | D     | Danilo Mayer        |
|    | Italia (bandiera) | D     | Giordano Martinelli |
|    | Italia (bandiera) | C     | Antonio Mattioli    |
|    | Italia (bandiera) | C     | Michele Mazzei      |
|    | Italia (bandiera) | A     | Sergio Minervini    |
|    | Italia (bandiera) | C     | Abramo Pagani       |
|    | Italia (bandiera) | D     | Piero Pierdiluca    |
|    | Italia (bandiera) | C     | Giovanni Sestini    |
|    | Italia (bandiera) | C     | Lorenzo Trevisan    |
|    | Italia (bandiera) | C     | Roberto Zurlini     |